# Bataille d'Ourique
Reconquista
Batailles
- Covadonga (722)
- Burbia (791)
- Lutos (794)
- Barcelone  (801)
- Clavijo (844)
- San Esteban de Gormaz  (917)
- Simancas (939)
- Barcelone (985)
- Torà (1006)
- Barbastro (1064)
- Sagrajas (1086)
- Quart (1094)
- Alcoraz (1096)
- Bairén (1097)
- Consuegra (1097)
- Uclès (1108)
- Croisade norvégienne (1108-1109)
- Valtierra (1110)
- Congost de Martorell (1114)
- Cutanda (1120)
- Fraga (1134)
- Oreja (1139)
- Ourique (1139)
- Coria  (1142)
- Santarém  (1147)
- Lisbonne  (1147)
- Santarém  (1184)
- Alarcos (1195)
- Al-Damus  (1210)
- Las Navas de Tolosa (1212)
- Majorque  (1229)
- Jerez (1231)
- Puig de Cebolla (1237)
- Séville (1247-1248)
- Salé (1260)
- Révolte mudéjar  (1264-1266)
- Écija (1275)
- Algésiras  (1278-1279)
- Moclín  (1280)
- Gibraltar  (1309)
- Gibraltar  (1315)
- Gibraltar  (1333)
- Tarifa / Río Salado (1340)
- Algésiras  (1342-1344)
- Gibraltar  (1349-1350)
- Gibraltar  (1411)
- Ceuta (1415)
- La Higueruela (1431)
- Campagne de Grenade (1482-1492) : Lucena - Grenade

La Bataille d'Ourique (arabe : معركة أوريكه) a lieu le 25 juillet 1139. Les forces portugaises du comte Alphonse Henriques (de la maison de Bourgogne) vainquent celles du gouverneur almoravide de Cordoue, Muhammad Az-Zubayr Ibn Umar, connu comme « le roi Ismar » dans les chroniques chrétiennes.

## Déroulement

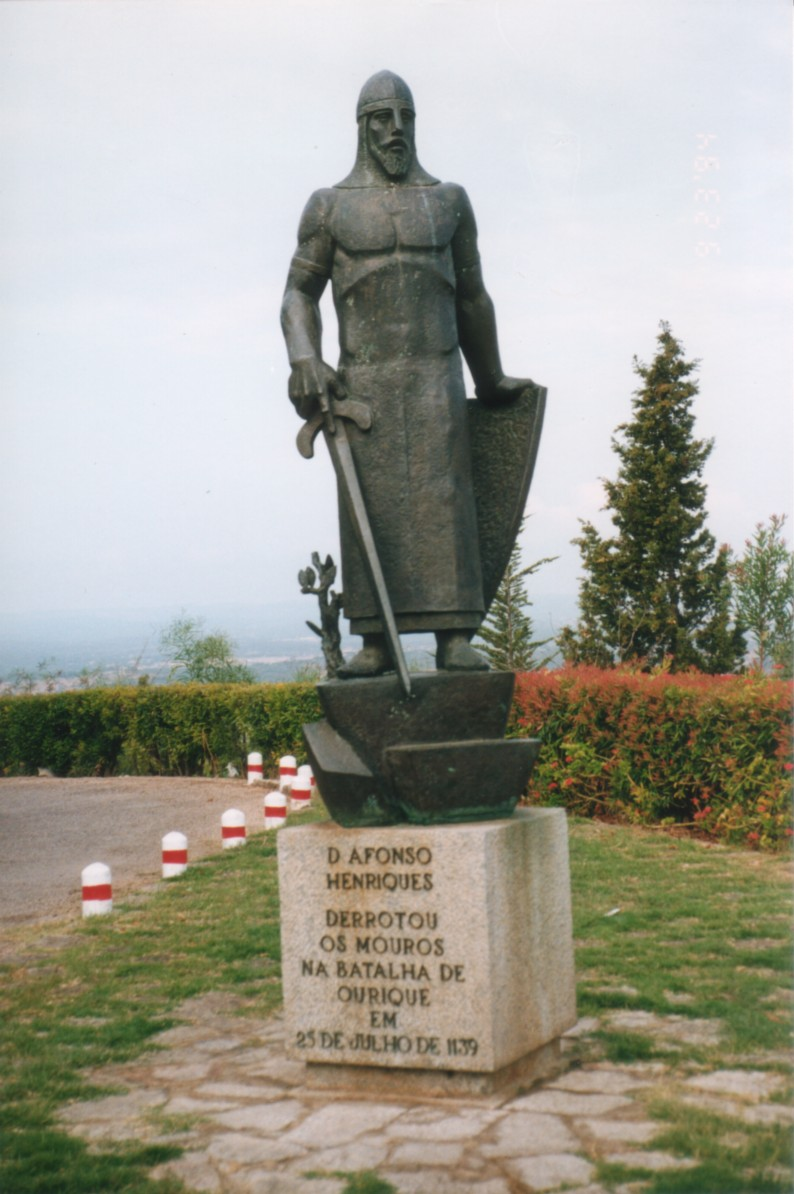
Statue de Alphonse-Henriques en Alentejo, commémorant la victoire d'Ourique.

Avant la bataille, le comte Alphonse a été salué comme « rex » (roi) par ses hommes à la mode germanique, en étant élevé sur son bouclier par les principaux nobles du Portugal.
Les forces chrétiennes portugaises sont en nette infériorité numérique mais l'armée musulmane a été affaiblies par des problèmes de commandement, ce qui a aidé à la victoire d'Alphonse Henriques et par la suite à sa proclamation comme roi du Portugal, sous le nom d'Alphonse Ier, qui selon la légende aurait vaincu et tué cinq rois musulmans au cours de la bataille,,.
Peu d'éléments nous sont parvenus sur le déroulement de la bataille. Selon une source, les forces musulmanes auraient été dirigées par cinq rois (« Vie de saint Theotonius »), tandis que dans une autre, elles sont sous le commandement d'un roi, Ismar (« Chroniques ») . Selon la «Chronique des Goths» plus détaillée, Ismar aurait attendu l'entrée d'Alphonse Henriques en territoire musulman, puis aurait envoyé toutes ses troupes depuis Séville, Badajoz, Elvas, Évora et Beja contre lui.
Il est donc possible que les cinq rois aient été en fait les chefs des garnisons almoravides de chacune des villes andalouses, sous le commandement général du gouverneur almoravide de Cordoue, Muhammad Az-Zubayr Ibn Umar. De plus, les forces portugaises sont encerclées sur la colline où elles campent, Ismar a des chevaliers, qui sont éliminés par Alphonse Henriques, et le roi musulman s'échappe vaincu . Les récits arabes ainsi qu'espagnols ne clarifient pas les circonstances du combat et ils identifient Ismar sous le nom d'Ismar Abuzicri ou seulement Ismar ou uniquement Abuzicri. Selon les historiens ultérieurs, Abu Zakariya, le gouverneur de Santarém, aurait également été présent. Il est probable que les chroniqueurs aient fait passer un raid à grande échelle pour un grand assaut par les forces musulmanes .
À l'issue de cette bataille, Gualdim Pais, futur maître de la province du Portugal de l'ordre du Temple, fondateur de Tomar et de Pombal, est fait chevalier.

## Lieu de la bataille
Les historiens sont divisés quant au lieu de cette bataille. À l'époque, le nom « Ourique » désigne une vaste zone au sud de Beja. Comme les chroniqueurs du XIIe siècle ne connaissent pas la région où se déroule la bataille, ils auraient peut-être décidé d'appeler l'emplacement « champ d'Ourique » faute d'un terme plus précis . Néanmoins, la grande distance qui sépare Ourique des lignes chrétiennes plus au nord a conduit certains historiens à suggérer diverses localités du centre du Portugal, abandonnant l'idée traditionnelle que les combats se sont déroulés à Ourique dans l'Alentejo . Il aurait été difficile pour le comte du Portugal de l'époque, avec un territoire s'étendant un peu au-delà du fleuve Mondego, d'aller jusqu'au sud pour combattre cinq rois musulmans. Une alternative plausible est Vila Chã de Ourique, à quelque 16 km de Santarém .
Cependant, les incursions des armées chrétiennes au plus profond du territoire musulman ne sont pas inconnues. Alphonse VII a dirigé des expéditions qui ont atteint Cordoue et Séville, bien au-delà des limites des dominions castillans, et en 1147 il réussit à conquérir le port méditerranéen d'Almería, au sud de Grenade. Cela est possible parce que les plus grandes armées almoravides sont positionnées à la frontière, tandis que les armées stationnées dans les petites villes préfèrent se retirer dans leurs châteaux plutôt que d'affronter une force ennemie puissante. Il est possible qu'Alphonse Henriques ait mené un raid dans le Gharb al-Ândalus, puis, alors qu'il se retirait, ait été intercepté par une importante force almoravide ayant l'intention d'écraser son armée et de récupérer le butin pris par les Portugais .

## Conséquences
Peu de temps après la bataille, Alphonse Henriques aurait convoqué la première assemblée des états généraux (portugais : Cortes Gerais) du Portugal à Lamego, où il a reçu la couronne du Primat Archevêque de Braga, pour confirmer l'indépendance portugaise vis-à-vis du Royaume de León. Il s'agirait d'une falsification patriotique perpétuée par le clergé, la noblesse et les partisans qui ont promu la Guerre de restauration portugaise et les revendications de Jean IV de Portugal, après l'Union Ibérique . Les documents faisant référence aux états généraux ont été déchiffrés par des moines cisterciens du monastère d'Alcobaça pour perpétuer le mythe et justifier la légitimité de la couronne portugaise au XVIIe siècle. L'auteur de cette falsification serait Oliveira Marques, et même en 1632 il y a des doutes sur la validité du récit du chroniqueur ou sur l'existence des Cortes de Lamego . Le récit a continué à soutenir l'idée qu'une réunion des Cortes portugaises a eu lieu dans l'église de Santa Maria de Almacave, à Lamego, en 1143 . Au cours de cette réunion, après avoir été acclamé par les états généraux, Alphonse Henriques a accepté un groupe de lois sur la succession royale et a exclu la lignée castillane des rois du trône portugais, a pris des dispositions pour la noblesse sur la justice et l'indépendance du Portugal . Cependant, même si des juristes et des diplomates espagnols ont démontré plus tard que le document n'est pas crédible, les Portugais ont défendu l'authenticité du récit . Alexandre Herculano a raconté plus tard la réimagination patriotique dans son História de Portugal, qui a provoqué sa propre controverse, et a ensuite été perpétuée par les écrits d'Alfredo Pimenta (qui a défendu l'existence des Cortes de Lamego) .

### Légende

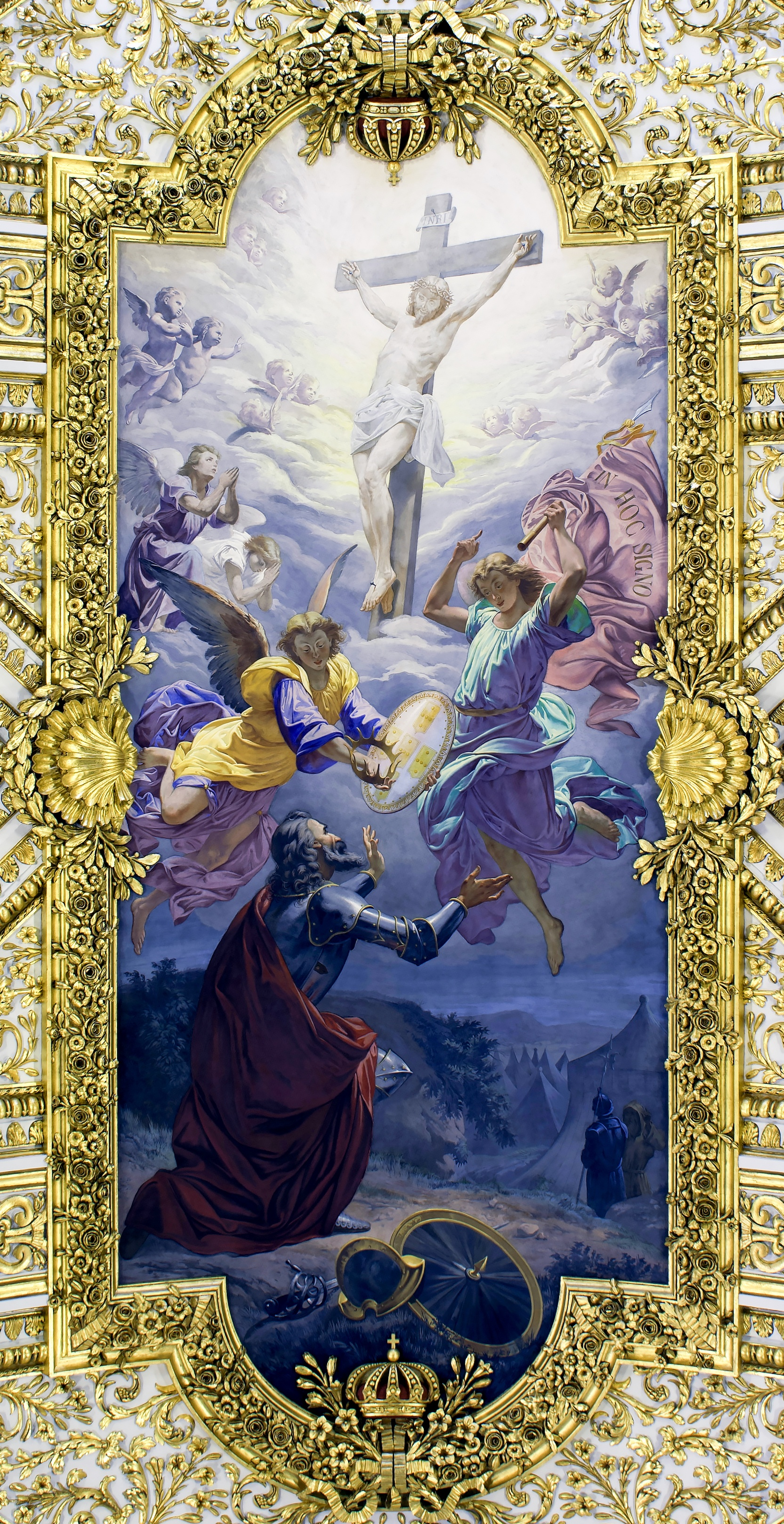
La vision d'Alphonse Henriques de Jésus Christ et de l'Ange gardien du Portugal pendant la bataille d'Ourique (1139)

Selon la légende, Alphonse Henriques reçoit la visite avant la bataille d'un vieil homme qui voit en rêve qu'Henriques serait victorieux car Dieu interviendrait en sa faveur . Il conseille au noble de quitter le campement seul lorsqu'il entendrait la cloche de la chapelle locale . En partant, il est surpris par un rayon de lumière qui lui montre (dans une interprétation) le signe de la croix et Jésus-Christ sur un crucifix . Alphonse Henriques s'est agenouillé en sa présence et a entendu la voix du Christ, qui lui a dit qu'il vaincrait les Almoravides, ce qu'il a réussi, à force de courage et de foi, le lendemain .
La légende du miracle de la bataille d'Ourique sert ainsi d'instrument politique pour défendre l'indépendance portugaise comme volonté divine. Certains auteurs modernes affirment qu'il s'agirait d'une création des moines, ou forgée par ceux-ci , tout en ne présentant pas de preuves pour étayer leur théorie, étant, selon d'autres, une longue tradition de croyance populaire et royale. La légende est apparu pour la première fois dans la Crónica de Portugal de 1419 et a été acceptée comme un fait jusqu'à ce qu'Alexandre Herculano réexamine l'événement, la jugeant comme une « fraude pieuse », dans son enquête au milieu du XIXe siècle ,.